# HMS Jaguar (F34)
HMS Jaguar (F34) là một tàu khu trục lớp J được Hải quân Hoàng gia Anh Quốc chế tạo vào cuối những năm 1930. Jaguar đã phục vụ trong Chiến tranh Thế giới thứ hai cho đến khi bị đánh chìm do trúng ngư lôi từ tàu ngầm U-boat Đức U-652 tại Địa Trung Hải vào ngày 26 tháng 3 năm 1942.

## Thiết kế và chế tạo
Jaguar được đặt hàng vào ngày 25 tháng 5 năm 1937. Nó được đặt lườn tại xưởng tàu của hãng William Denny, Brothers and Company Ltd. ở Dumbarton, Scotland vào ngày 25 tháng 11 năm 1937, được hạ thủy vào ngày 22 tháng 11 năm 1938 và nhập biên chế cùng Hải quân Hoàng gia Anh vào ngày 12 tháng 9 năm 1939.

## Lịch sử hoạt động
Vào tháng 5 năm 1940, trong cuộc triệt thoái Dunkirk (Chiến dịch Dynamo), Jaguar và các tàu khu trục khác đã cứu vớt những người sống sót của chiếc SS Abukir bị đánh chìm.
Vào tháng 2 năm 1941, nó tham gia Chiến dịch Abstention, nơi nó đối đầu với tàu khu trục Ý Crispi ngoài khơi Kastelorizo mà không mang lại kết quả, và tham gia trận chiến mũi Matapan vào tháng 3 tiếp theo. Jaguar bị trúng hai quả ngư lôi phóng từ tàu ngầm Đức U-652 và bị đắm ngoài khơi Sidi Barrani, Ai Cập ở tọa độ 31°53′B 26°18′Đ / 31,883°B 26,3°Đ vào ngày 26 tháng 3 năm 1942 với tổn thất nhân mạng 3 sĩ quan và 190 thủy thủ. 8 sĩ quan và 45 thủy thủ khác được chiếc tàu đánh cá hải quân HMS Klo cứu vớt.